# Adelssitz Hof

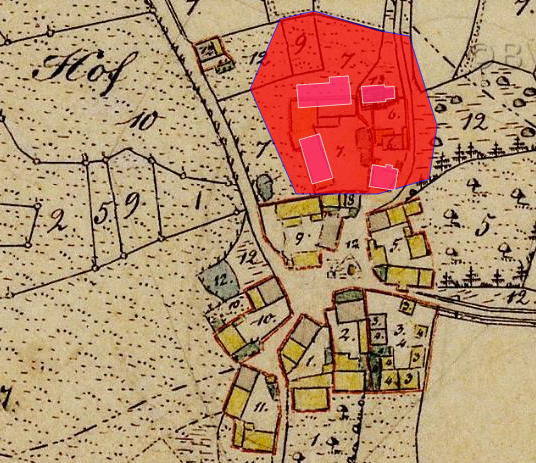
Lageplan des Adelssitzes Hof auf dem Urkataster von Bayern

Der abgegangene Adelssitz Hof lag in Hof, einem Gemeindeteil der oberpfälzischen Stadt Oberviechtach im Landkreis Schwandorf. „Archäologische Befunde und Funde des Mittelalters und der frühen Neuzeit im Bereich der Kath. Kirche St. Ägidius in Hof, abgegangener mittelalterlicher Adelssitz“ werden als Bodendenkmal unter der Aktennummer D-3-6540-0034 geführt.

## Geschichte
1494 wird das „Dorf zum Hofe“ erstmals genannt. 1581 heißt es, „Hoff das Dorff“ untersteht unmittelbar dem Amt Oberviechtach mit Ausnahme von zwei Mannschaften, die nach Tännesberg gehören. 1630 gehörten drei Höfe zum Amt Tännesberg, drei Güter (eines ein Paulsdorfer Lehen) und ein Söldengut. Niedergericht und Grundherrschaft gehörten zum Pflegamt Tännesberg. Hof war nach Oberviechtach eingepfarrt.